# Псиктер

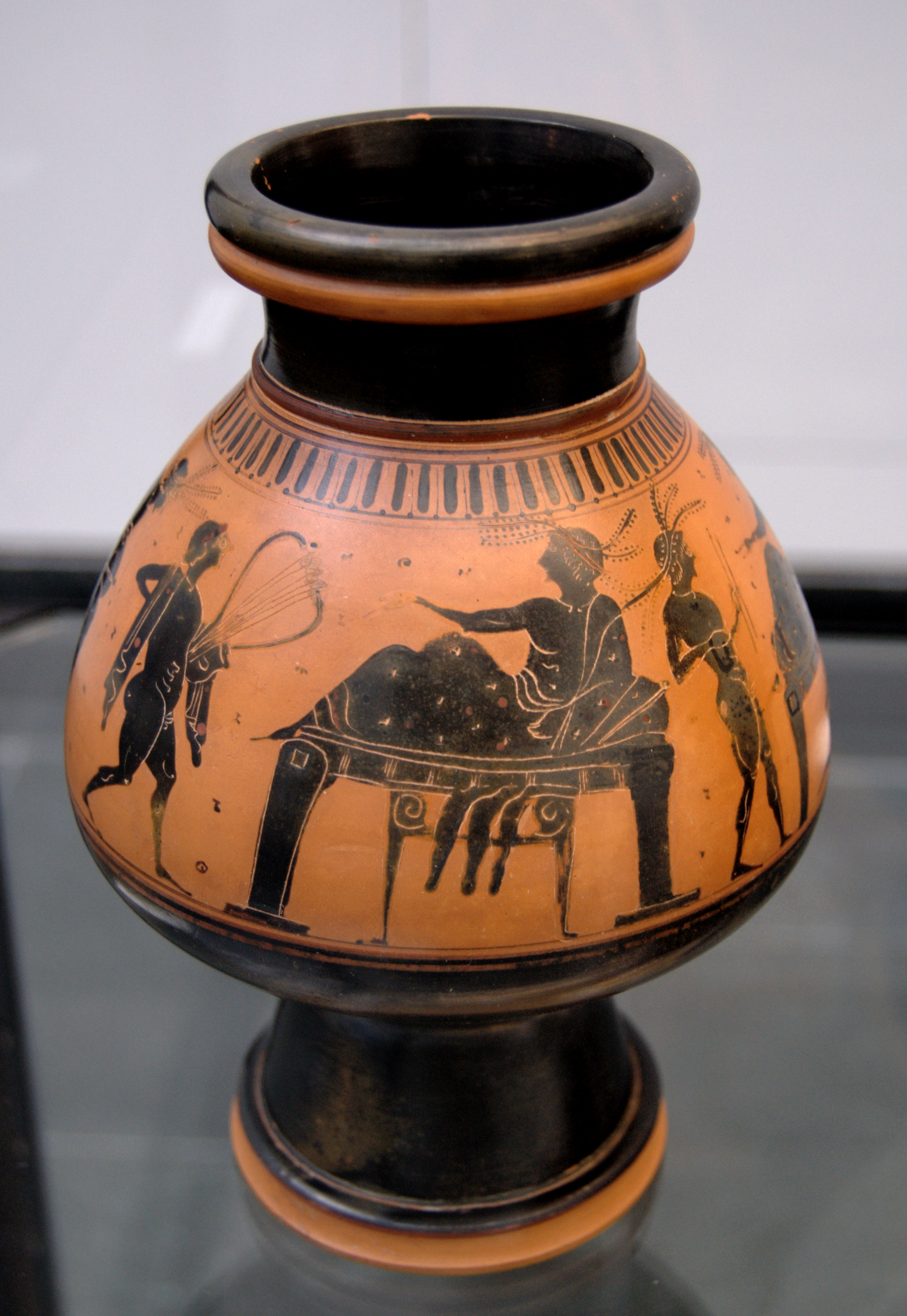
Псиктер, сцена симпосію

Псикте́р (грец. ψυκτήρ) — давньогрецька посудина, за формою нагадує гриб.
Псиктер набув поширення в Аттиці в другій половині VI століття до н. е. Псиктер використовувався разом з кубковим кратером. Одна з цих посудин призначалася для зберігання снігу або крижаної води, в іншу наливалося нерозбавлене вино.
Дотепер не збереглося інформації, яка з посудин призначена для води, а яка — для вина. Псиктер поміщався в рідину, що знаходилася в кратері. Псиктери разом з кубкоподібними кратерами використовувалися на симпосіях.